# Danh sách biệt danh được Donald Trump sử dụng
Tổng thống, doanh nhân và nhân vật truyền hình Hoa Kỳ Donald Trump đã trở nên nổi tiếng khắp nơi trong suốt bầu cử tổng thống Hoa Kỳ, 2016 và nhiệm kỳ tổng thống vì sử dụng các biệt danh để chỉ trích hoặc bình luận biểu lộ khác biệt về nhân vật truyền thông, chính khách, lãnh đạo nước ngoài.
Đây là danh sách không bao gồm các biệt danh thường được sử dụng như "Mike" cho "Michael" hoặc "Steve" cho "Stephen". Các biệt danh mà không bắt nguồn từ Donald Trump sẽ được ghi chú với các chú giải.

## Bản thân
Donald Trump được ghi nhận sử dụng lối nói "châm biếm cường điệu" của bất chính luận, đề cập đến bản thân theo ngôi thứ ba.
| Biệt danh                      | tiếng Việt                     | Tên người thật | Chi chú                                                             |
| ------------------------------ | ------------------------------ | -------------- | ------------------------------------------------------------------- |
| Mr. Brexit                     | Ngài Brexit                    | Donald Trump   | Cựu sáng lập The Apprentice, doanh nhân và tổng thống Hoa Kỳ thứ 45 |
| Your Favorite President        | Tổng thống yêu thích của bạn   | Donald Trump   | Cựu sáng lập The Apprentice, doanh nhân và tổng thống Hoa Kỳ thứ 45 |
| King of Debt                   | Vua nợ                         | Donald Trump   | Cựu sáng lập The Apprentice, doanh nhân và tổng thống Hoa Kỳ thứ 45 |
| Tariff Man                     | Ông thuế quan                  | Donald Trump   | Cựu sáng lập The Apprentice, doanh nhân và tổng thống Hoa Kỳ thứ 45 |
| President T. / President Trump | Tổng thống T/ Tổng thống Trump | Donald Trump   | Cựu sáng lập The Apprentice, doanh nhân và tổng thống Hoa Kỳ thứ 45 |
| The Chosen One                 | Người được chọn                | Donald Trump   | Cựu sáng lập The Apprentice, doanh nhân và tổng thống Hoa Kỳ thứ 45 |

## Nhân vật chính trị nội địa
| Biệt danh                                                         | Tên người thật           | Ghi chú |
| ----------------------------------------------------------------- | ------------------------ | --- |
| Dumbo                                                             | Randolph "Tex" Alles     | Giám đốc Cơ quan Mật vụ Hoa Kỳ |
| 1 Percent Biden                                                   | Joe Biden                | Phó Tổng thống Hoa Kỳ thứ 47, cựu thượng nghị sĩ Hoa Kỳ bang Delaware, cựu chủ tịch Uỷ ban đối ngoại Thượng viện Hoa Kỳ, ứng viên tổng thống của đảng Dân chủ năm 2020              |
| Crazy Joe Biden                                                   | Joe Biden                | Phó Tổng thống Hoa Kỳ thứ 47, cựu thượng nghị sĩ Hoa Kỳ bang Delaware, cựu chủ tịch Uỷ ban đối ngoại Thượng viện Hoa Kỳ, ứng viên tổng thống của đảng Dân chủ năm 2020              |
| Quid Pro Joe                                                      | Joe Biden                | Phó Tổng thống Hoa Kỳ thứ 47, cựu thượng nghị sĩ Hoa Kỳ bang Delaware, cựu chủ tịch Uỷ ban đối ngoại Thượng viện Hoa Kỳ, ứng viên tổng thống của đảng Dân chủ năm 2020              |
| Sleepy Joe / SleepyCreepy Joe / Sleepy One / Very slow sleepy Joe | Joe Biden                | Phó Tổng thống Hoa Kỳ thứ 47, cựu thượng nghị sĩ Hoa Kỳ bang Delaware, cựu chủ tịch Uỷ ban đối ngoại Thượng viện Hoa Kỳ, ứng viên tổng thống của đảng Dân chủ năm 2020              |
| Little Michael Bloomberg                                          | Michael Bloomberg        | Doanh nhân, kỹ sư, tác giả, chính khách, nhà từ thiện và thị trưởng thành phố New York thứ 108, ứng viên tổng thống của đảng Dân chủ năm 2020                                       |
| Mini Mike Bloomberg                                               | Michael Bloomberg        | Doanh nhân, kỹ sư, tác giả, chính khách, nhà từ thiện và thị trưởng thành phố New York thứ 108, ứng viên tổng thống của đảng Dân chủ năm 2020                                       |
| Da Nang Richard / Da Nang Dick                                    | Richard Blumenthal       | Thượng nghị sĩ Hoa Kỳ bang Connecticut, Tổng chưởng lý Connnecticut thứ 23 |
| Mr. Tough Guy                                                     | John R. Bolton           | Cựu Cố vấn An ninh Quốc gia Hoa Kỳ và đại sứ Hoa Kỳ tại Liên Hợp Quốc |
| Gov. Jerry "Moonbeam" Brown                                       | Jerry Brown              | Thống đốc bang California thứ 34 và 39, Tổng chưởng lý California thứ 31, cựu Thư ký bang California, chủ tịch đảng Dân chủ California thứ 6                                        |
| Bush Original                                                     | George H. W. Bush        | Tổng thống Hoa Kỳ thứ 41, Phó Tổng thống Hoa Kỳ thứ 43, cựu Giám đốc Cơ quan Tình báo Trung ương                                                                                    |
| Low Energy Jeb                                                    | Jeb Bush                 | Thống đốc bang Florida thứ 43, ứng viên tổng thống của đảng Cộng hòa năm 2016 |
| Boot-Edge-Edge                                                    | Pete Buttigieg           | Thị trưởng South Bend, Indiana, ứng viên tổng thống của đảng Dân chủ năm 2020 |
| Alfred E. Neuman                                                  | Pete Buttigieg           | Thị trưởng South Bend, Indiana, ứng viên tổng thống của đảng Dân chủ năm 2020 |
| Sleepin' Bob Casey                                                | Bob Casey                | Thượng nghị sĩ Hoa Kỳ bang Pennsylvania |
| Wild Bill                                                         | Bill Clinton             | Tổng thống Hoa Kỳ thứ 42, thống đốc Arkansas thứ 40 và 42, Tổng chưởng lý Arkansas thứ 50, cựu chủ tịch Hiệp hội Thống đốc Quốc gia                                                 |
| Crooked Hillary                                                   | Hillary Clinton          | Cựu đệ nhất phu nhân Arkansas, cựu Đệ Nhất Phu nhân Hoa Kỳ, cựu thượng nghị sĩ Hoa Kỳ bang New York, cựu Bộ trưởng Ngoại giao Hoa Kỳ, ứng viên tổng thống của đảng Dân chủ năm 2016 |
| Heartless Hillary                                                 | Hillary Clinton          | Cựu đệ nhất phu nhân Arkansas, cựu Đệ Nhất Phu nhân Hoa Kỳ, cựu thượng nghị sĩ Hoa Kỳ bang New York, cựu Bộ trưởng Ngoại giao Hoa Kỳ, ứng viên tổng thống của đảng Dân chủ năm 2016 |
| Lyin' Hillary                                                     | Hillary Clinton          | Cựu đệ nhất phu nhân Arkansas, cựu Đệ Nhất Phu nhân Hoa Kỳ, cựu thượng nghị sĩ Hoa Kỳ bang New York, cựu Bộ trưởng Ngoại giao Hoa Kỳ, ứng viên tổng thống của đảng Dân chủ năm 2016 |
| Leakin' / Lying /                                                 | James Comey              | Cựu giám đốc Cục Điều tra Liên bang bị Trump sa thải, cựu Phó Tổng chưởng lý Hoa Kỳ, cựu Tổng chưởng lý Hoa Kỳ                                                                      |
| Sanctimonious James Comey                                         | James Comey              | Cựu giám đốc Cục Điều tra Liên bang bị Trump sa thải, cựu Phó Tổng chưởng lý Hoa Kỳ, cựu Tổng chưởng lý Hoa Kỳ                                                                      |
| Slimeball James Comey                                             | James Comey              | Cựu giám đốc Cục Điều tra Liên bang bị Trump sa thải, cựu Phó Tổng chưởng lý Hoa Kỳ, cựu Tổng chưởng lý Hoa Kỳ                                                                      |
| Slippery James Comey                                              | James Comey              | Cựu giám đốc Cục Điều tra Liên bang bị Trump sa thải, cựu Phó Tổng chưởng lý Hoa Kỳ, cựu Tổng chưởng lý Hoa Kỳ                                                                      |
| Shady James Comey                                                 | James Comey              | Cựu giám đốc Cục Điều tra Liên bang bị Trump sa thải, cựu Phó Tổng chưởng lý Hoa Kỳ, cựu Tổng chưởng lý Hoa Kỳ                                                                      |
| Liddle' Bob Corker                                                | Bob Corker               | Cựu thượng nghị sĩ Hoa Kỳ bang Tennessee, chủ tịch Uỷ ban đối ngoại Thượng viện Hoa Kỳ                                                                                              |
| Lyin' Ted                                                         | Ted Cruz                 | Cựu Luật sư tổng Texas, thượng nghị sĩ Hoa Kỳ bang Texas, ứng viên tổng thống của đảng Cộng hòa năm 2016                                                                            |
| Texas Ted                                                         | Ted Cruz                 | Cựu Luật sư tổng Texas, thượng nghị sĩ Hoa Kỳ bang Texas, ứng viên tổng thống của đảng Cộng hòa năm 2016                                                                            |
| Beautiful Ted                                                     | Ted Cruz                 | Cựu Luật sư tổng Texas, thượng nghị sĩ Hoa Kỳ bang Texas, ứng viên tổng thống của đảng Cộng hòa năm 2016                                                                            |
| Hightax Andrew Cuomo                                              | Andrew Cuomo             | Thống đốc bang New York thứ 56, Tổng chưởng lý New York thứ 64, cựu Bộ trưởng Gia cư và Phát triển Đô thị Hoa Kỳ                                                                    |
| Sleepin' Joe                                                      | Joe Donnelly             | Cựu thượng nghị sĩ Hoa Kỳ bang Indiana, cựu thành viên của Hạ viện Hoa Kỳ bang Indiana                                                                                              |
| Dicky Durbin                                                      | Dick Durbin              | Thượng nghị sĩ Hoa Kỳ bang Illinois, phó lãnh tụ thiểu số Thượng viện đảng Dân chủ                                                                                                  |
| Sneaky Dianne Feinstein                                           | Dianne Feinstein         | Thượng nghị sĩ Hoa Kỳ bang California, cựu chủ tịch Ủy ban Đặc biệt về Tình báo của Thượng viện Hoa Kỳ, Thị trưởng San Francisco thứ 38                                             |
| Leaking Dianne Feinstein                                          | Dianne Feinstein         | Thượng nghị sĩ Hoa Kỳ bang California, cựu chủ tịch Ủy ban Đặc biệt về Tình báo của Thượng viện Hoa Kỳ, Thị trưởng San Francisco thứ 38                                             |
| Jeff Flakey                                                       | Jeff Flake               | Cựu thượng nghị sĩ Hoa Kỳ bang Arizona, cựu thành viên của Hạ viện Hoa Kỳ bang Arizona                                                                                              |
| Rejected Senator Jeff Flake                                       | Jeff Flake               | Cựu thượng nghị sĩ Hoa Kỳ bang Arizona, cựu thành viên của Hạ viện Hoa Kỳ bang Arizona                                                                                              |
| Al Frankenstein                                                   | Al Franken               | Cựu thượng nghị sĩ Hoa Kỳ bang Minnesota |
| Lightweight Senator Kirsten Gillibrand                            | Kirsten Gillibrand       | Thượng nghị sĩ thâm niên tại Thượng viện Hoa Kỳ bang New York, ứng viên tổng thống của đảng Dân chủ năm 2020                                                                        |
| Puppet Jones                                                      | Doug Jones               | Thượng nghị sĩ Hoa Kỳ bang Alabama |
| 1 for 38 / 1 for 41 / 1 for 44                                    | John Kasich              | Thống đốc Ohio thứ 69, ứng viên tổng thống của đảng Cộng hòa năm 2016, Cựu dân biểu Hoa Kỳ quận 12 của Ohio.                                                                        |
| Lamb the Sham                                                     | Conor Lamb               | Thành viên của Hạ viện Hoa Kỳ bang Pennsylvania |
| Honest Abe                                                        | Abraham Lincoln          | Tổng thống Hoa Kỳ thứ 16 |
| Wacky Omarosa Wacky and Deranged Omarosa                          | Omarosa Manigault Newman | Cựu thí sinh Apprentice, phụ tá của Tổng thống Trump |
| Mad dog / Moderate dog                                            | James Mattis             | Bộ trưởng Bộ Quốc phòng Hoa Kỳ thứ 26 |
| Evan McMuffin                                                     | Evan McMullin            | Cựu điệp viên CIA, ứng viên tổng thống độc lập năm 2016 |
| Highly Conflicted Bob Mueller                                     | Robert Mueller           | Cựu giám đốc Cục Điều tra Liên bang và công tố viên điều tra độc lập Cáo buộc Nga can thiệp vào cuộc bầu cử tổng thống Hoa Kỳ 2016                                                  |
| Fat Jerry                                                         | Jerry Nadler             | Dân biểu quận 10 bang New York, chủ tịch Ủy ban Tư pháp Hoa Kỳ |
| Cheatin' Obama                                                    | Barack Obama             | Tổng thống Hoa Kỳ thứ 44, cựu thượng nghị sĩ Hoa Kỳ bang Illinois, cựu thượng nghị sĩ bang Illinois                                                                                 |
| Eva Perón/Evita                                                   | Alexandria Ocasio-Cortez | Dân biểu Hoa Kỳ bang New York |
| Foul Mouthed Omar                                                 | Ilhan Omar               | Dân biểu Hoa Kỳ bang Minnesota |
| Dummy Beto                                                        | Beto O'Rourke            | Ứng viên theo đuổi Ứng viên tổng thống đảng Dân chủ Năm 2020 cho vị trí Tổng thống Hoa Kỳ năm 2020 và cựu dân biểu Hoa Kỳ bang Texas.                                               |
| The Flailer                                                       | Beto O'Rourke            | Ứng viên theo đuổi Ứng viên tổng thống đảng Dân chủ Năm 2020 cho vị trí Tổng thống Hoa Kỳ năm 2020 và cựu dân biểu Hoa Kỳ bang Texas.                                               |
| Truly weird Senator Rand Paul                                     | Rand Paul                | Thượng nghị sĩ Hoa Kỳ bang Kentucky |
| High Tax, High Crime Nancy Pelosi                                 | Nancy Pelosi             | Chủ tịch Hạ viện Hoa Kỳ |
| MS-13 Lover Nancy Pelosi                                          | Nancy Pelosi             | Chủ tịch Hạ viện Hoa Kỳ |
| Crazy Nancy                                                       | Nancy Pelosi             | Chủ tịch Hạ viện Hoa Kỳ |
| Nervous Nancy                                                     | Nancy Pelosi             | Chủ tịch Hạ viện Hoa Kỳ |
| Mike Pounce                                                       | Mike Pence               | Phó Tổng thống Hoa Kỳ thứ 48 |
| Wacky Jacky                                                       | Jacky Rosen              | Thượng nghị sĩ Hoa Kỳ bang Nevada, cựu dân biểu quận quốc hội thứ ba của Nevada |
| Mr. Peepers (denied by Trump)                                     | Rod Rosenstein           | Phó Tổng chưởng lý Hoa Kỳ |
| Little Marco                                                      | Marco Rubio              | Thượng nghị sĩ Hoa Kỳ bang Florida, ứng viên tổng thống của đảng Cộng hòa năm 2016, cựu chủ tịch Hạ viện Floria                                                                     |
| 0% Tim Ryan                                                       | Tim Ryan                 | Dân biểu Hoa Kỳ bang Ohio, ứng viên tổng thống đảng Dân chủ năm 2020 |
| Crazy Bernie                                                      | Bernie Sanders           | Thượng nghị sĩ Hoa Kỳ bang Vermont, ứng viên tổng thống đảng Dân chủ năm 2016 và năm 2020                                                                                           |
| The Nutty Professor                                               | Bernie Sanders           | Thượng nghị sĩ Hoa Kỳ bang Vermont, ứng viên tổng thống đảng Dân chủ năm 2016 và năm 2020                                                                                           |
| Little/Liddle' Adam Schiff/Schitt                                 | Adam Schiff              | Dân biểu Hoa Kỳ quận quốc hội 28 của California, chủ tịch Ủy ban Tình báo Thường trực của Hoa Kỳ                                                                                    |
| Sleazy Adam Schiff                                                | Adam Schiff              | Dân biểu Hoa Kỳ quận quốc hội 28 của California, chủ tịch Ủy ban Tình báo Thường trực của Hoa Kỳ                                                                                    |
| Corrupt Congressman Adam Schiff                                   | Adam Schiff              | Dân biểu Hoa Kỳ quận quốc hội 28 của California, chủ tịch Ủy ban Tình báo Thường trực của Hoa Kỳ                                                                                    |
| Pencil Neck                                                       | Adam Schiff              | Dân biểu Hoa Kỳ quận quốc hội 28 của California, chủ tịch Ủy ban Tình báo Thường trực của Hoa Kỳ                                                                                    |
| Shifty Schiff                                                     | Adam Schiff              | Dân biểu Hoa Kỳ quận quốc hội 28 của California, chủ tịch Ủy ban Tình báo Thường trực của Hoa Kỳ                                                                                    |
| Cryin' Chuck                                                      | Chuck Schumer            | Thượng nghị sĩ Hoa Kỳ bang New York, lãnh đạo thiểu số Thượng viện, cựu thành viên của Hạ viện Hoa Kỳ bang New York                                                                 |
| Fake Tears Chuck Schumer                                          | Chuck Schumer            | Thượng nghị sĩ Hoa Kỳ bang New York, lãnh đạo thiểu số Thượng viện, cựu thành viên của Hạ viện Hoa Kỳ bang New York                                                                 |
| Head Clown Chuck Schumer                                          | Chuck Schumer            | Thượng nghị sĩ Hoa Kỳ bang New York, lãnh đạo thiểu số Thượng viện, cựu thành viên của Hạ viện Hoa Kỳ bang New York                                                                 |
| High Tax Schumer                                                  | Chuck Schumer            | Thượng nghị sĩ Hoa Kỳ bang New York, lãnh đạo thiểu số Thượng viện, cựu thành viên của Hạ viện Hoa Kỳ bang New York                                                                 |
| Mr. Magoo (denied by Trump)                                       | Jeff Sessions            | Cựu Tổng chưởng lý Hoa Kỳ, cựu thượng nghị sĩ Hoa Kỳ bang Alabama, cựu Tổng chưởng lý Alabama                                                                                       |
| Dumb Southerner (denied by Trump)                                 | Jeff Sessions            | Cựu Tổng chưởng lý Hoa Kỳ, cựu thượng nghị sĩ Hoa Kỳ bang Alabama, cựu Tổng chưởng lý Alabama                                                                                       |
| Crazy Arnold                                                      | Arnold Schwarzenegger    | Cựu Thống đốc California thứ 38 từ năm 2003 đến năm 2011, cựu vận động viên thể hình, cựu diễn viên                                                                                 |
| Wacky Tom Steyer                                                  | Tom Steyer               | Nhà hoạt động và gây quỹ đảng Dân chủ, ứng viên tổng thống của đảng Dân chủ năm 2020                                                                                                |
| Weirdo Tom Steyer                                                 | Tom Steyer               | Nhà hoạt động và gây quỹ đảng Dân chủ, ứng viên tổng thống của đảng Dân chủ năm 2020                                                                                                |
| Big Luther                                                        | Luther Strange           | Cựu thượng nghị sĩ Hoa Kỳ bang Alabama, tổng chưởng lý Alabama thứ 47 |
| Goofy Elizabeth Warren                                            | Elizabeth Warren         | Thượng nghị sĩ Hoa Kỳ bang Massachusetts, cựu chủ tịch Hội đồng Giám sát Quốc hội, ứng viên tổng thống của đảng Dân chủ năm 2020                                                    |
| Pocahontas/ Fake Pocahontas                                       | Elizabeth Warren         | Thượng nghị sĩ Hoa Kỳ bang Massachusetts, cựu chủ tịch Hội đồng Giám sát Quốc hội, ứng viên tổng thống của đảng Dân chủ năm 2020                                                    |
| The Indian                                                        | Elizabeth Warren         | Thượng nghị sĩ Hoa Kỳ bang Massachusetts, cựu chủ tịch Hội đồng Giám sát Quốc hội, ứng viên tổng thống của đảng Dân chủ năm 2020                                                    |
| Uber Left Elizabeth Warren                                        | Elizabeth Warren         | Thượng nghị sĩ Hoa Kỳ bang Massachusetts, cựu chủ tịch Hội đồng Giám sát Quốc hội, ứng viên tổng thống của đảng Dân chủ năm 2020                                                    |
| Crazy Maxine Waters                                               | Maxine Waters            | Dân biểu Hoa Kỳ quận quốc hội 43 của California, chủ tịch Ủy ban Cơ quan Tài chính Hạ viện                                                                                          |
| Low-IQ Maxine Waters                                              | Maxine Waters            | Dân biểu Hoa Kỳ quận quốc hội 43 của California, chủ tịch Ủy ban Cơ quan Tài chính Hạ viện                                                                                          |
| Wacky Congresswoman Wilson                                        | Frederica Wilson         | Dân biểu Hoa Kỳ quận quốc hội 24 của Florida |

## Lãnh đạo nước ngoài
| Biệt danh                      | Tên người thật              | Chú thích                                                           |
| ------------------------------ | --------------------------- | ------------------------------------------------------------------- |
| Animal Assad                   | Bashar al-Assad             | Tổng thống Syria                                                    |
| Britain Trump                  | Boris Johnson               | Thủ tướng Vương quốc Liên hiệp Anh và Bắc Ireland                   |
| Boris J                        | Boris Johnson               | Thủ tướng Vương quốc Liên hiệp Anh và Bắc Ireland                   |
| My favorite dictator           | Abdel Fattah el-Sisi        | Tổng thống Ai Cập                                                   |
| Cuban puppet                   | Nicolás Maduro              | Tổng thống Venezuela                                                |
| Dopey Prince                   | Al-Waleed bin Talal         | Doanh nhân, nhà đầu tư, nhà từ thiện và một hoàng tử trong Nhà Saud |
| Rocket Man / Little Rocket Man | Kim Jong-un                 | Lãnh đạo tối cao của Bắc Triều Tiên                                 |
| Juan Trump                     | Andrés Manuel López Obrador | Tổng thống México                                                   |
| Mad Alex                       | Alex Salmond                | Cựu Bộ trưởng đệ nhất Scotland và người ủng hộ độc lập Scotland     |
| Justin from Canada             | Justin Trudeau              | Thủ tướng Canada thứ 23                                             |

## Nhân vật truyền thông
| Biệt danh                         | Tên người thật        | Chú thích |
| --------------------------------- | --------------------- | --- |
| Crazy Jim Acosta                  | Jim Acosta            | Trưởng phóng viên Nhà Trắng CNN, cựu phóng viên chính trị quốc gia CNN                                                                    |
| Sloppy Steve                      | Steve Bannon          | Tổng giám đốc điều hành Chiến dịch Trump 2016, cựu chiến lược gia trưởng nhiệm kỳ Trump, chủ tịch điều hành Breitbart News                |
| Wacky Glenn Beck                  | Glenn Beck            | Sở hữu chương trình phỏng vấn |
| Irrelevant Glenn Beck             | Glenn Beck            | Sở hữu chương trình phỏng vấn |
| Failing Glenn Beck                | Glenn Beck            | Sở hữu chương trình phỏng vấn |
| No Talent Samantha Bee            | Samantha Bee          | Diễn viên hài, người sở hữu chương trình Full Frontal with Samantha Bee                                                                   |
| Dopey CNN Flunky                  | Paul Begala           | Nhà cố vấn chính trị và nhà bình luận chính trị người Mỹ, cựu cố vấn chính trị cho Tổng thống Bill Clinton                                |
| Sloppy Carl Bernstein             | Carl Bernstein        | Cựu nhà báo của Washington Post, đồng tác giả của báo cáo ban đầu về vụ bê bối Watergate                                                  |
| Tom "marbles in his mouth" Brokaw | Tom Brokaw            | Nhà báo và tác giả truyền hình Mỹ |
| Dope Frank Bruni                  | Frank Bruni           | Nhà báo và nhà văn tại The New York Times                                                                                                 |
| Dumb as a Rock Mika               | Mika Brzezinski       | Đồng sở hữu Morning Joe |
| Low I.Q. Crazy Mika               | Mika Brzezinski       | Đồng sở hữu Morning Joe |
| Dopey Graydon Carter              | Graydon Carter        | Nhà báo người Canada từng là biên tập viên của Vanity Fair từ năm 1992 đến năm 2017                                                       |
| Dummy Graydon Carter              | Graydon Carter        | Nhà báo người Canada từng là biên tập viên của Vanity Fair từ năm 1992 đến năm 2017                                                       |
| Sissy Graydon Carter              | Graydon Carter        | Nhà báo người Canada từng là biên tập viên của Vanity Fair từ năm 1992 đến năm 2017                                                       |
| Sleepy Graydon Carter             | Graydon Carter        | Nhà báo người Canada từng là biên tập viên của Vanity Fair từ năm 1992 đến năm 2017                                                       |
| Sloppy Graydon Carter             | Graydon Carter        | Nhà báo người Canada từng là biên tập viên của Vanity Fair từ năm 1992 đến năm 2017                                                       |
| The Guy on CBS                    | Stephen Colbert       | Sở hữu The Late Show with Stephen Colbert                                                                                                 |
| Wacky nut job                     | Ann Coulter           | Tác giả và nhà bình luận bảo thủ người Mỹ                                                                                                 |
| Fredo                             | Chris Cuomo           | Người dẫn chương trình thời sự của Cuomo Prime Time                                                                                       |
| Little Donny Deutsch              | Donny Deutsch         | Sở hữu chương trình phỏng vấn |
| Crazy Maureen Dowd                | Maureen Dowd          | Tác giả và nhà bình luận cho The New York Times                                                                                           |
| The Chin                          | Thomas Friedman       | Nhà bình luận chính trị và chủ biên cho The New York Times                                                                                |
| Crooked H Flunkie                 | Maggie Haberman       | Phóng viên Nhà Trắng cho The New York Times và phân tích chính trị cho CNN                                                                |
| Crazy Megyn                       | Megyn Kelly           | Cựu chủ biên Fox News, cựu chuyên gia/chủ biên cho NBC News                                                                               |
| Sour Lemon                        | Don Lemon             | Chủ biên tin tức CNN |
| The Dumbest Man on Television     | Don Lemon             | Chủ biên tin tức CNN |
| Sloppy Michael Moore              | Michael Moore         | Nhà làm phim tài liệu, nhà hoạt động và tác giả người Mỹ                                                                                  |
| Mr. Kurd                          | Rahim Rashidi         | Phóng viên người Kurd làm cho Kurdistan TV                                                                                                |
| Mr. Off the Record                | Philip Rucker         | Phóng viên của The Washington Post |
| Psycho Joe / Morning Psycho       | Joe Scarborough       | Đồng sở hữu Morning Joe |
| Little George                     | George Stephanopoulos | tổng chủ biên và tổng phân tích chính trị cho ABC News, cựu Giám đốc Truyền thông Nhà Trắng và cố vấn cao cấp của Tổng thống Bill Clinton |
| Little Wise Guy                   | George Stephanopoulos | tổng chủ biên và tổng phân tích chính trị cho ABC News, cựu Giám đốc Truyền thông Nhà Trắng và cố vấn cao cấp của Tổng thống Bill Clinton |
| Dopey Sugar                       | Alan Sugar            | Doanh nhân người Anh và sở hữu The Apprentice                                                                                             |
| Sleepy Eyes                       | Chuck Todd            | Người điều hành Meet the Press |
| Little Katy                       | Katy Tur              | Phóng viên của NBC News |
| Little Jeff Zucker                | Jeff Zucker           | Chủ tịch CNN Worldwide |
| Dopey Mort Zuckerman              | Mortimer Zuckerman    | Chủ sở hữu truyền thông, nhà đầu tư và chủ sở hữu của New York Daily News                                                                 |

## Nhóm người
| Biệt danh                                                            | Thành viên nhóm | Chú thích |
| -------------------------------------------------------------------- | --- | --- |
| 13 hardened Democrats / 13/17 Angry Democrats / Angry Democrat Thugs | Tên các luật sư - 1. Zainab Ahmad★ - 2. Greg Andres - 3. Rush Atkinson - 4. Ryan K. Dickey - 5. Michael Dreeben - 6. Kyle Freeny - 7. Andrew D. Goldstein - 8. Adam Jed - 9. Scott Meisler★ - 10. Elizabeth Prelogar - 11. James L. Quarles - 12. Jeannie Rhee - 13. Brian M. Richardson★ - 14. Brandon Van Grack - 15. Andrew Weissmann - 16. Aaron Zebley★ - 17. Aaron S. J. Zelinsky | Các luật sư nghiên cứu Điều tra Tư vấn Đặc biệt của Robert Mueller về khả năng kết nối giữa Chiến dịch tranh cử tổng thống năm 2016 của Donald Trump và Nga. Mười ba trong số mười bảy luật sư đã được xác định trên báo chí là đã được xác nhận bỏ phiếu với tư cách đảng Dân chủ, hoặc có đóng góp cho các ứng viên Dân chủ. Những người chưa được xác định như vậy được biểu thị bằng một ngôi sao(★). Vì Trump không nêu chi tiết ai là mười ba cá nhân mà ông đưa vào biệt danh, nên không biết liệu đây có phải là tiêu chí mà Trump sử dụng để phân biệt 13 trong số 17 cá nhân hay không. |
| The Three Stooges                                                    | Mark Sanford Joe Walsh Bill Weld | Ứng viên tổng thống của đảng Cộng hòa năm 2020 |
| AOC Plus 3                                                           | Alexandria Ocasio-Cortez Ilhan Omar Ayanna Pressley Rashida Tlaib | nhóm chính trị không chính thức của bốn thành viên đảng Dân chủ thuộc Hạ viện Hoa Kỳ được bầu cử vào năm 2018. |
| The Squad                                                            | Alexandria Ocasio-Cortez Ilhan Omar Ayanna Pressley Rashida Tlaib | nhóm chính trị không chính thức của bốn thành viên đảng Dân chủ thuộc Hạ viện Hoa Kỳ được bầu cử vào năm 2018. |
| Obama Judges/ So-called judge                                        | Các thẩm phán liên bang Hoa Kỳ ra phán quyết chống lại Trump | Các thẩm phán liên bang Hoa Kỳ ra phán quyết chống lại Trump |

## Người khác
| Biệt danh                     | Tên người thật     | Chú thích |
| ----------------------------- | ------------------ | --- |
| The Pakistani Fraudster       | Imran Awan         | Cựu chuyên gia công nghệ thông tin phục vụ các nhà lập pháp dân chủ, bao gồm dân biểu Debbie Wasserman Schultz                                            |
| The Pakistani mystery man     | Imran Awan         | Cựu chuyên gia công nghệ thông tin phục vụ các nhà lập pháp dân chủ, bao gồm dân biểu Debbie Wasserman Schultz                                            |
| Jeff Bozo                     | Jeff Bezos         | Người sáng lập, chủ tịch hội đồng quản trị, tổng giám đốc điều hành và chủ tịch Amazon. Người giàu nhất hành tinh.                                        |
| My African American           | Gregory Cheadle    | Một nhà môi giới bất động sản đã tham dự mít tinh của Trump năm 2016 tại Redding, California                                                              |
| Mr. Kellyanne                 | George Conway      | Chồng của Kellyanne Conway. Biệt dabh được sử dụng liên quan tới chỉ trích của Conway về việc bổ nhiệm Matthew Whitaker.                                  |
| Tim Apple                     | Tim Cook           | Tổng giám đốc điều hành Apple Inc. |
| Dopey Mark Cuban              | Mark Cuban         | Nhà đầu tư và ngôi sao truyền hình Hoa Kỳ |
| Horseface                     | Stormy Daniels     | Nữ diễn viên khiêu dâm và bị cáo buộc tình nhân của Trump                                                                                                 |
| Punchy                        | Robert De Niro     | Diễn viên, nhà sản xuất và đạo diễn |
| Sir Charles                   | Charles Goldstein  | Luật sư bất động sản, ủng hộ nạn nhân Holocaust |
| Marillyn Lockheed             | Marillyn Hewson    | Chủ tịch Lockheed Martin |
| Goofball Atheist Penn         | Penn Jillette      | Ảo thuật gia xuất hiện trong chương trình The Apprentice của Donald Trump, bị sa thải trong chương trình. Tự do cá nhân thẳng tính, hoài nghi và vô thần. |
| Washed up psycho Bette Midler | Bette Midler       | Nữ diễn viên kiêm ca sĩ |
| Ex-FBI LAYER Lisa Page        | Lisa Page          | Luật sư FBI |
| Crazy Dennis Rodman           | Dennis Rodman      | Cựu tuyển thủ bóng rổ của Chicago Bulls |
| Lowlife Christopher Steele    | Christopher Steele | Tác giả Hồ sơ Steele cáo buộc sự thông đồng được cho là của Donald Trump và Nga                                                                           |
| FBI lover boy                 | Peter Strzok       | Cựu trợ lý giám đốc Phòng Phản gián FBI, người đứng đầu điều tra Clinton và Nga                                                                           |
| Tainted FBI agent             | Peter Strzok       | Cựu trợ lý giám đốc Phòng Phản gián FBI, người đứng đầu điều tra Clinton và Nga                                                                           |

## Tổ chức
| Biệt danh                                 | Tên chính thức      | Chú thích                                             |
| ----------------------------------------- | ------------------- | ----------------------------------------------------- |
| Fake ABC News                             | ABC News            | Mạng tin tức                                          |
| Clinton News Network                      | CNN                 | Kênh tin tức (Mạng tin tức truyền hình cáp)           |
| Fake News CNN                             | CNN                 | Kênh tin tức (Mạng tin tức truyền hình cáp)           |
| Very Fake News                            | CNN                 | Kênh tin tức (Mạng tin tức truyền hình cáp)           |
| Low ratings CNN                           | CNN                 | Kênh tin tức (Mạng tin tức truyền hình cáp)           |
| Democrat Party                            | đảng Dân chủ        | Đảng chính trị lớn tại Hoa Kỳ                         |
| D.C. Wolves                               | đảng Dân chủ        | Đảng chính trị lớn tại Hoa Kỳ                         |
| Opposition Party                          | đảng Dân chủ        | Đảng chính trị lớn tại Hoa Kỳ                         |
| Radical Left Democrats                    | đảng Dân chủ        | Đảng chính trị lớn tại Hoa Kỳ                         |
| Do nothings / Do Nothing Democrat Savages | đảng Dân chủ        | Đảng chính trị lớn tại Hoa Kỳ                         |
| Animals                                   | MS-13               | Băng đảng tội phạm quốc tế hoạt động chủ yếu ở Bắc Mỹ |
| Slicers                                   | MS-13               | Băng đảng tội phạm quốc tế hoạt động chủ yếu ở Bắc Mỹ |
| Commiecast MSNBC                          | MSNBC               | Mạng truyền hình trả tiền tại Hoa Kỳ                  |
| Liberal Fake News NBC                     | NBC News            | Mạng tin tức                                          |
| Failing New York Times                    | The New York Times  | Báo                                                   |
| Fake News New York Times                  | The New York Times  | Báo                                                   |
| Corrupt New York Times                    | The New York Times  | Báo                                                   |
| Old Grey Lady                             | The New York Times  | Báo                                                   |
| Amazon Washington Post                    | The Washington Post | Báo                                                   |
| Fake News Washington Post                 | The Washington Post | Báo                                                   |
| Pathetic and dishonest Weekly Standard    | Weekly Standard     | Tạp chí công luận tại Hoa Kỳ                          |

## Chương trình truyền hình
| Biệt danh            | Tên chính thức  | Chú thích                                                  |
| -------------------- | --------------- | ---------------------------------------------------------- |
| Deface the Nation    | Face the Nation | Một chương trình phỏng vấn hàng tuần trên CBS              |
| Meet the Depressed   | Meet the Press  | Một chương trình phỏng vấn buổi sáng trên NBC              |
| Morning Psycho (Joe) | Morning Joe     | Một chương trình phỏng vấn và tin tức buổi sáng trên MSNBC |